# هانری ماسه
هانری ماسه یا آنری ماسه (به فرانسوی: Henri Massé) ‏ (۲ مارس ۱۸۸۶، لونویل – ۹ نوامبر ۱۹۶۹، پاریس) خاورشناس، ایران‌شناس، نویسنده، مترجم و محقق فرانسوی بود.
آثار ماسه در دو حوزه تحقیقات عربی و تحقیقات ایرانی جای می‌گیرد. اما زمینه اصلی مطالعاتی که او در آن شهرت و برجستگی یافته، تحقیق در ادب فارسی است. تالیفات و تحقیقات آنری ماسه در زمینه فرهنگ، تاریخ و ادبیات فارسی از منابع موثق و قابل اطمینان در پژوهش‌های ادبی و تاریخی به‌شمار می‌رود.
اعطای نشان‌های علمی به ماسه جهت تجلیل از خدمات علمی او، استادی افتخاری دانشگاه تهران، عضویت در فرهنگستان ایران و چاپ مجموعه مقالات تحقیقی خاورشناسی او در سال ۱۳۴۲ به همت دانشگاه تهران، نشان از اهمیت او در ایران دارد.

## زندگی حرفه‌ای
آنری ماسه پس از به پایان رساندن تحصیلات مقدماتی وارد دانشگاه شد و در رشته ادبیات لیسانس گرفت. سپس برای یادگیری زبان‌های عربی، فارسی و ترکی وارد مؤسسه ملی زبان‌ها و تمدن‌های شرقی شد و در همان زمان در حوزه زبان‌شناسی و تاریخ ادیان به خصوص زبان‌های سانسکریت و ایرانی باستان و دین اسلام مطالعات خود را در مدرسه عالی تحقیقات علمی – کاربردی پاریس دنبال کرد.
ماسه در دوران جنگ جهانی اول در فرانسه و مراکش در مقام یک مأمور نظامی خدمت کرد. در سال ۱۹۱۹ در دانشکده ادبیات دانشگاه الجزیره به تدریس ادبیات عربی و فارسی پرداخت. در سال ۱۹۲۰ رساله دکترای خود را با عنوان «تحقیق دربارهٔ سعدی شاعر» ارائه داد و موفق به دریافت دکترای دولتی از دانشگاه ادبیات پاریس – سوربن شد.
در سال ۱۹۲۱ و پس از اخذ مدرک دکترا، به‌طور رسمی به استادی دانشکده ادبیات دانشگاه الجزیره برگزیده شد. او اولین پروفسور زبانهای فارسی و عربی در این دانشکده بود.
در سال ۱۹۲۷ صاحب کرسی زبان فارسی در مؤسسه ملی زبان‌ها و تمدن‌های شرقی پاریس شد و از سال ۱۹۳۷ تا ۱۹۵۸ با حفظ سمت استادی تاریخ ایران، معاونت آن مؤسسه را هم بر عهده داشت تا سرانجام بازنشسته شد.

## فعالیت‌های علمی
از دیگر فعالیت‌های علمی ماسه می‌توان به موارد زیر اشاره کرد:
- ۱۹۱۱–۱۹۴۴، عضو مؤسسه فرانسوی باستان‌شناسی شرقی در قاهره، در این مؤسسه ماسه پژوهش‌هایی دربارهٔ کتاب فتوح مصر و المغرب از ابن عبدالحکم و کتاب تاریخ مصر اثر محمد بن میسر انجام داد. نتیجه تحقیق اول در سال ۱۹۱۴ و تحقیق دوم در سال ۱۹۱۹ منتشر شده‌اند.
- ۱۹۲۴، عضو فرهنگستان غرب در دمشق
- ۱۹۳۸، عضو فرهنگستان ایران
- ۱۹۳۹، عضو هیئت مدیره انجمن آسیایی پاریس
- ۱۹۴۰، عضو فرهنگستان کتیبه‌شناسی و زبان‌های باستانی فرانسه
- ۱۹۵۱، معاون انجمن آسیایی پاریس

## سفر به ایران

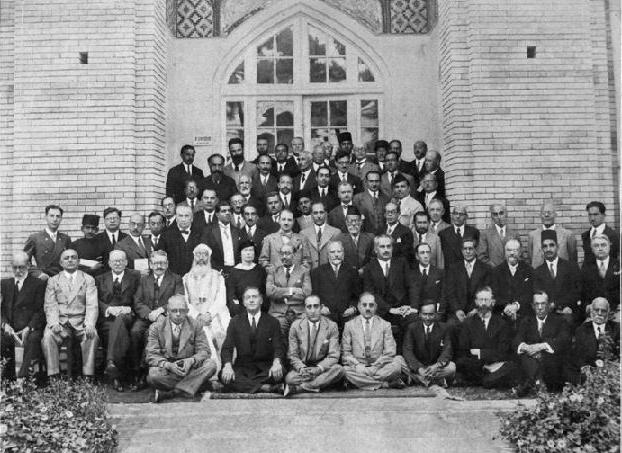
شرکت‌کنندگان کنگره هزاره فردوسی، آنری ماسه، ردیف اول (نشسته)، سومین نفر از راست

آنری ماسه پنج بار جهت تحقیق و حضور در مناسبت‌های مختلف علمی به ایران سفر کرد.
در سفر اول (۱۹۲۲ – ۱۹۲۳) به گردآوری اطلاعاتی راجع به اعتقادات و آداب و رسوم ایرانی اهتمام ورزید و نتیجه تحقیقاتش را در سال ۱۹۳۸ در کتابی با نام معتقدات و آداب ایرانی به (به فرانسوی: Croyances et coutumes Persanes) که مشهورترین و جامع‌ترین کتاب در زمینه فولکلور و آداب و رسوم محلی ایران است در پاریس منتشر کرد. سفر دوم او در سال‌های ۱۹۳۱–۱۹۳۲ صورت گرفت.
سفر سوم در سال ۱۹۳۴ جهت شرکت در جشن هزاره فردوسی اتفاق افتاد. ماسه در این سفر مقاله‌ای با عنوان اوصاف مناظر طبیعت در شاهنامه و خطابه‌ای در وصف سجایای اخلاقی فردوسی ایراد کرد. دو کتاب فردوسی و حماسه ملی و به سوی خراسان که کمی پس از جشن هزاره فردوسی در پاریس منتشر شد، از دستاوردهای دیگر این سفر می‌باشند.
او در سال ۱۹۳۷ برای چهارمین بار به ایران سفر کرد. هدف او از این سفر تکمیل اطلاعات قبلی خود دربارهٔ معتقدات و آداب ایرانی بود.

جشن هزاره ابن سینا، تهران، ۱۳۳۳
از راست به چپ: احمد پارسا، آنری ماسه، علی‌اکبر سیاسی، مهندس اشراقی و مجتبی مینوی

در سال ۱۹۵۴ برای ایراد سخنرانی در کنگره جشن هزاره ابن سینا که از اول تا دهم اردیبهشت ماه در شهرهای تهران و همدان برگزار می‌شد به ایران سفر کرد. او در این سفر خطابه‌ای با عنوان اصطلاحات فلسفی ابن سینا در زبان فارسی قرائت کرد. خطابه دیگر ماسه در بیست و هشتم آوریل در زمان پرده‌برداری از مجسمه ابن سینا در همدان ارائه شد.

## مجموعه مقالات تحقیقی خاورشناسی
در سال ۱۳۴۲ به پاس خدمات ماسه به فرهنگ، زبان و ادبیات فارسی به مناسبت هفتاد و پنجمین سالگرد تولدش، این کتاب به همت دانشگاه تهران در ایران انتشار یافت.
در مقدمه این کتاب آمده‌است:

"این مجموعه هدیه‌ای است که به مناسبت هفتاد و پنجمین سال تولد ایران‌شناس گرانمایه استاد آنری ماسه از طرف دانشکده ادبیات و دانشگاه تهران به ایشان تقدیم شده‌است. زندگی این مرد دانشی سراسر با عشقی سرشار وقف زبان و ادبیات فارسی و فرهنگ ایران شده‌است."
قسمت اعظم مطالب کتاب به زبان فرانسه و انگلیسی و نوشته دیگر خاورشناسان است.

## آثار و پژوهش‌ها
پژوهش‌های مهم آنری ماسه در زمینه ادبیات فارسی و فرهنگ ایرانی عبارتند از:
- تحقیق دربارهٔ سعدی (پاریس، ۱۹۱۹، ترجمه فارسی محمدحسن مهدوی اردبیلی و غلامحسین یوسفی، تهران ۱۳۶۴)
- نظام‌الملک (۱۹۳۱)
- فردوسی و حماسه ملی (پاریس، ۱۹۳۵)
- منوچهری (الجزایر، ۱۹۳۵)
- ادبیات فارسی معاصر (۱۹۳۵)
- باباطاهر شاعر ایرانی (۱۹۳۷)
- تمدن ایرانی (پاریس، ۱۹۵۲)
- ترجمه بهارستان عبدالرحمن جامی (پاریس، ۱۹۲۵)
- ترجمه بیست غزل حافظ (الجزایر، ۱۹۳۲)
- ترجمه نوروزنامه (الجزایر، ۱۹۳۷)
- معتقدات و آداب ایرانی (پاریس، ۱۹۳۸)
- برگزیده نظم و نثر فارسی، از قرن چهارم تا سیزدهم قمری (پاریس، ۱۹۵۰)
- ترجمه دانشنامه علائی ابن سینا (با همکاری محمد آشنا، پاریس، ۱۹۵۵–۱۹۵۸)
- ترجمه ویس و رامین (پاریس، ۱۹۵۹)

## معتقدات و آداب ایرانی
ماسه در این کتاب که یکی از مشهورترین و جامع‌ترین کتاب در زمینه فولکلور و آداب و رسوم محلی ایران است به شکل جامع و کامل به موضوعاتی از قبیل حاملگی، زایمان و دوران کودکی، ازدواج، مرگ و میر و مراسم کفن و دفن، مناسبت‌های ویژه سال، هواشناسی، حیوانات، آب، غیب‌گویی، نمادها و فالگیری‌ها، سحر و جادو، داروهای متداول، موجودات خیالی، ساختمانها و بناهای یادبود، اسطوره‌های مربوط به طبیعت، بازی‌ها، داستانهای عامیانه و اشعار مردمی می‌پردازد.
او علاوه بر روایت‌های شفاهی و نقل قول‌های مسافرینی که قرن‌ها پیش از ایران دیدن کرده‌اند، از آثار نویسندگان ایرانی همچون صادق هدایت، علی نوروز، دهخدا، سیاحت‌نامه ابراهیم‌بیگ، و همچنین از آثار قدیمی‌تری نظیر کلثوم ننه بهره گرفته‌است. در نتیجه این کتاب تنها در ارتباط با فرهنگ عامه ایران در دوران اخیر نیست بلکه جزئیات فراوانی از باورها، رسوم و خرافات را ارائه می‌کند که مربوط به قرن‌ها پیش نیز می‌باشند.